# دهستان والیالا
دهستان والیالا (به لاتین: Valjala Parish) یک دهستان در استونی است که در شهرستان ساره واقع شده‌است.

## خصوصیات
دهستان والیالا ۱۸۰٫۰۲ کیلومترمربع مساحت و ۱٬۴۰۶ نفر جمعیت دارد.